# San Massimo all'Adige
San Massimo all'Adige (en français : Saint-Maxime-sur-Adige) est une ancienne commune italienne, maintenant une frazione de la commune de Vérone, à environ 5 km du centre-ville. Le village tire son nom du saint, qui fut évêque de Vérone, au IVe siècle. Le quartier est habité par 15 355 personnes.

## Histoire
Les premières données sur le village remontent à 780, lorsque le pays était dans une position différente de l'actuelle, près de l'abbaye de San Zeno le long des rives de l'Adige.

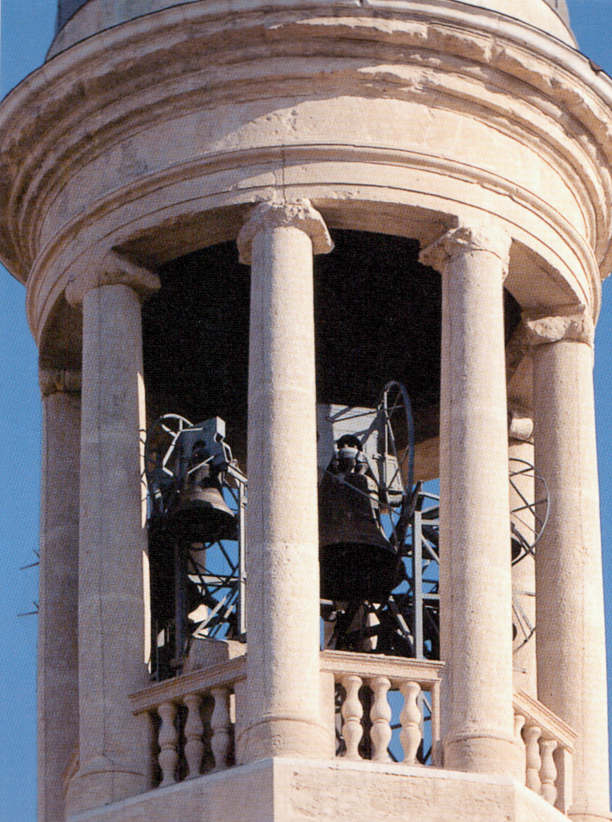
Le clocher, un symbole du pays

En 1459, saint Maxime a été reconnu comme une paroisse par l'évêque de Vérone.
En 1518, dans le cadre de la modernisation des fortifications de Vérone après la guerre de la Ligue de Cambrai, les autorités de Venise a décidé de créer un titre de compensation (la région maintenant connue sous le nom de l'appartement) un mile de large tout autour des murs, pour ne pas offrir n'importe quel type de logement dans le cas où une armée ennemie attaqua la ville, nous avons donc dû procéder à la démolition du quartier. La ville a été reconstruite plus tard dans sa position actuelle.
En 1808, les districts de San Massimo, la Croix Blanche et Chievo allait former la nouvelle ville de saint Maxime de l'Adige, qui a ensuite été fusionné avec la ville de Vérone en 1927.

## Conformation
Le village, situé sur une petite colline surplombant Vérone, est divisé en neuf « quartiers » (ou « zones »), chacune avec sa propre couleur:
- Case Alte (blanc et rose;
- Case Basse (blanc et jaune;
- Madonnine (blanc et bleu);
- Brigate (blanc et orange);
- Piatti (blanc et bleu);
- CO.LO.RA;
- Aoste, Fusara et Carnia (blanc et rouge);
- Salvi;
- Cason;

Chaque quertier a son propre jour de la fête, qui tombe sur des jours différents de quartier en quartier.

## L'église
En 1767, le projet a été lancé pour la construction de l'église par l'architecte Luigi Trezza (it). La première pierre fut posée en 1786. L'église a été solennellement consacrée le 16 septembre 1791 par l'évêque de Vérone.
Elle est construite dans un style néo-classique, possède une nef en forme de croix latine. À l'intérieur il y a des œuvres d'Ugulini, l'un des peintres véronais importants du XIXe siècle. La cloche est toujours l'œuvre de Luigi Trezza et est considéré comme son chef-d'œuvre, et l'un des tours les plus belles dans le style néo-classique, l'architecte a été inspiré par la colonne Trajane.
L'église est bien sûr dédiée à saint-Maxime de Vérone, même si ce n'est pas le vrai patron du pays, mais Saint-Louis. Les impressionnantes tours-maisons dix grandes cloches disposées selon l'échelle musicale du déclin de C3. Ont été fusionnées par la société et Vr Cavadini Grassmayr Innsbruck entre 1869 et 2007. Voici par une équipe de jeunes joueurs en utilisant la technique des cloches du carillon de musique à Véronèse.

## Folklore
Tous les ans entre le dernier dimanche d'août (du vendredi au mercredi) est le saint patron avec une large participation de tout le quartier, et les régions avoisinantes. À cette occasion, dans chaque foyer sont accrochés avec des rubans de couleur en dehors de leur région.